# Querfurt
Querfurt é um município da Alemanha, situado no distrito de Saale, no estado de Saxônia-Anhalt. Tem 155,23 km² de área, e sua população em 2019 foi estimada em 10.480 habitantes.